# آزمایشگاه ملی شتاب‌دهنده اسلک
آزمایشگاه ملی شتاب‌دهنده اسلک (به انگلیسی: SLAC National Accelerator Laboratory) مشهور به (SLAC) یک مرکز علمی فدرال در ایالت کالیفرنیا آمریکا است.
این آزمایشگاه متعلق به وزارت نیرو ایالات متحده آمریکا و توسط دانشگاه استنفورد اداره می‌شود.